# A Lady Takes a Chance
A Lady Takes a Chance is een Amerikaanse romantische komedie uit 1943 onder regie van William A. Seiter met Jean Arthur en John Wayne in de hoofdrollen. Het script is geschreven door Robert Ardrey en gebaseerd op een verhaal van Jo Swerling. De film draait om een werkende vrouw uit New York die tijdens een bustour naar het Amerikaanse Westen een knappe rodeo-cowboy ontmoet en verliefd op hem wordt. De film werd geproduceerd door Frank Ross voor RKO Radio Pictures. Ross was destijds de echtgenoot van Arthur.
De ondersteunende cast omvat Phil Silvers, Hans Conried, Charles Winninger en Mary Field.

## Plot
Drie van haar aanbidders protesteren wanneer Molly J. Truesdale impulsief een bus neemt vanuit New York om het Amerikaanse Westen te ontdekken. Molly bezoekt een rodeo waar Duke Hudkins, een cowboy, van een bokkend paard wordt geworpen en in haar schoot belandt. Duke trakteert haar op een biertje en Molly brengt hem geluk tijdens het gokken. Maar Duke’s vriend Waco waarschuwt haar dat Duke niet de juiste man voor haar is. Telkens wanneer Duke zich tot haar aangetrokken voelt, raakt Molly in paniek en trekt zich terug. 
Duke begeleidt Molly naar verschillende plekken totdat ze ontdekt dat haar tourbus zonder haar is vertrokken. Uit trots weigert Molly de hulp van Duke en Waco, en besluit ze te liften. Maar diep in de nacht accepteert ze toch hun hulp. Ze kamperen buiten, waar Molly het niet naar haar zin heeft. Ze gebruikt een paardendeken van Duke’s paard Sammy, die vervolgens longontsteking krijgt. Molly doet een laatste poging Duke voor zich te winnen door een elegant diner te bereiden, maar Duke wil zijn vrijheid niet opgeven. Uiteindelijk keert Molly teleurgesteld terug naar New York. Tot ieders verrassing verschijnt Duke om haar op te halen, waarna ze samen dezelfde tourbus terug nemen naar het Westen.

## Rolverdeling
- Jean Arthur als Molly J. Truesdale
- John Wayne als Duke Hudkins
- Charles Winninger als Waco
- Phil Silvers als Smiley Lambert, directeur van de bustour
- Mary Field als Florrie Bendix
- Don Costello als dronkaard
- John Philliber als winkelier
- Grady Sutton als Malcolm Scott, aanbidder
- Grant Withers als Bob Hastings, aanbidder
- Hans Conried als Gregg Stone, aanbidder
- Jean Stevens als "Jitterbug"
- Ariel Heath als Flossie
- Sugar Geise als Linda Belle
- Joan Blair als Lilly
- Tom Fadden als Mullen
- Cy Kendall als gokbaas
- Dorcas McKim als bedelaarster (niet vermeld)[3]

## Ontvangst
In een recensie van The New York Times noemde criticus Theodore Strauss het script "origineel ondanks de formule" en prees hij vooral Jean Arthurs prestaties als "een van Hollywoods meest charmante komediantes".